# قسطنطين بوسيه
قسطنطين ألكسندروفيتش بوسيه (29 سبتمبر 1847 - 24 أغسطس 1928) (بالروسية: Константин Александрович Поссе) هو رياضياتي روسي، معروف بمساهماته في التحليل الرياضي وعلى وجه الخصوص نظرية التقريب.

## مسيرته
في عام 1863 تخرج من المدرسة الثانوية سانت بطرسبورغ الثانية.
في عام 1868 تخرج من قسم الفيزياء والرياضيات في جامعة سانت بطرسبرغ الحكومية.
في عام 1873 حصل على درجة الماجستير في الرياضيات من جامعة سانت بطرسبرغ الإمبراطورية. وحصل على الدكتوراه سنة 1882.